# Eccellenza Veneto 2017-2018
Il campionato italiano di calcio di Eccellenza regionale 2017-2018 è il ventisettesimo organizzato in Italia. Rappresenta il quinto livello del calcio italiano.
È composto da due gironi di sedici squadre organizzati dal Comitato Regionale della regione Veneto.

## Girone A

### Squadre partecipanti
| Club                             | Città                         | Stadio                      | Stagione 2016-2017  |
| -------------------------------- | ----------------------------- | --------------------------- | ------------------- |
| U.S.C.D. Bardolino 1946          | Bardolino (VR)                |                             | 10º in Eccellenza/A |
| U.S. Belfiorese                  | Belfiore (VR)                 |                             | 8º in Eccellenza/A  |
| A.S.D. Calcio Caldiero Terme     | Caldiero (VR)                 |                             | 3º in Eccellenza/A  |
| A.S.D. Cartigliano               | Cartigliano (VI)              | Campo Comunale              | 7º in Eccellenza/A  |
| U.S.D. Marosticense              | Marostica (VI)                | Stadio Virgilio Maroso      | 5º in Eccellenza/A  |
| U.C. Montecchio Maggiore         | Montecchio Maggiore (VI)      | Stadio Gino Cosaro          | 1º in Promozione/B  |
| S.P. Pozzonovo                   | Pozzonovo (PD)                |                             | 4º in Eccellenza/A  |
| U.S. Provese                     | San Bonifacio (VR)            | Stadio La Busa              | 1º in Promozione/A  |
| A.C.D. San Martino Speme         | San Martino Buon Albergo (VR) | Stadio "Ugo Pozzan"         | 2º in Promozione/A  |
| A.C.D. Sona Calcio               | Sona (VR)                     |                             | 5º in Promozione/A  |
| A.C.D. Team Santa Lucia Golosine | Verona                        | Campo Comunale              | 13º in Eccellenza/A |
| S.S.D. ValdagnoVicenza           | Valdagno (VI)                 | Stadio dei Fiori (Valdagno) | Leodari 9º in E/A   |
| F.C. Valgatara                   | Marano di Valpolicella (VR)   |                             | 9º in Promozione/A  |
| ?.?. Vigasio                     | Vigasio (VR)                  | Stadio Ugo Capone           | 16º in Serie D/C    |
| ?.?. Vigontina San Paolo         | Vigonza (PD)                  |                             | 17º in Serie D/C    |
| A.S.D. Villafranca Veronese      | Villafranca di Verona (VR)    | Stadio Comunale             | 11º in Eccellenza/A |

### Classifica
|  | Pos. | Squadra               | Pt | G  | V  | N  | P  | GF | GS | DR  |
|  | ---- | --------------------- | -- | -- | -- | -- | -- | -- | -- | --- |
|  | 1.   | Cartigliano           | 58 | 30 | 16 | 10 | 4  | 45 | 31 | +14 |
|  | 2.   | Montecchio            | 52 | 30 | 14 | 10 | 6  | 52 | 36 | +16 |
|  | 3.   | Villafranca Veronese  | 51 | 30 | 14 | 9  | 7  | 44 | 29 | +15 |
|  | 4.   | Belfiorese            | 51 | 30 | 13 | 12 | 5  | 42 | 27 | +15 |
|  | 5.   | Caldiero Terme        | 51 | 30 | 14 | 9  | 7  | 51 | 33 | +18 |
|  | 6.   | Pozzonovo             | 45 | 30 | 10 | 15 | 5  | 41 | 30 | +11 |
|  | 7.   | Provese               | 45 | 30 | 11 | 12 | 7  | 37 | 28 | +9  |
|  | 8.   | S.Martino Speme       | 38 | 30 | 10 | 8  | 12 | 38 | 43 | +5  |
|  | 9.   | Vigasio               | 35 | 30 | 8  | 11 | 11 | 43 | 51 | -8  |
|  | 9.   | Vigontina San Paolo   | 34 | 30 | 8  | 10 | 12 | 31 | 37 | -6  |
|  | 10.  | Valgatara             | 34 | 30 | 8  | 10 | 12 | 41 | 46 | -5  |
|  | 11.  | Sona                  | 31 | 30 | 8  | 7  | 15 | 37 | 53 | -16 |
|  | 12.  | Marosticense          | 31 | 30 | 7  | 10 | 13 | 30 | 44 | -14 |
|  | 12.  | Team S.Lucia Golosine | 29 | 30 | 7  | 8  | 15 | 35 | 51 | -16 |
|  | 15.  | Bardolino             | 28 | 30 | 6  | 10 | 14 | 36 | 46 | -10 |
|  | 16.  | ValdagnoVicenza       | 27 | 30 | 6  | 9  | 15 | 27 | 45 | -18 |

Legenda:
      Promosso in Serie D.
      Ammesso ai play-off nazionali.
 Ai play-off o ai play-out.
      Retrocesso in Promozione.
Note:
Tre punti a vittoria, uno a pareggio, zero a sconfitta.
In caso di arrivo di due o più squadre a pari punti la graduatoria verrà stilata secondo la classifica avulsa tra le squadre interessate che prevede, in ordine, i seguenti criteri:
- Punti negli scontri diretti.
- Differenza reti negli scontri diretti.
- Differenza reti generale.
- Reti realizzate in generale.
- Sorteggio.

### Risultati

#### Tabellone
Ogni riga indica i risultati casalinghi della squadra segnata a inizio della riga, contro le squadre segnate colonna per colonna (che invece avranno giocato l'incontro in trasferta). Al contrario, leggendo la colonna di una squadra, si avranno i risultati ottenuti dalla stessa in trasferta contro le squadre segnate in ogni riga, che invece avranno giocato l'incontro in casa.
|                   | BAR  | BEL  | CCT  | CAR  | MAR  | MON  | POZ  | PRO  | SMS  | SON  | TSG  | VVI  | VAL  | VIG  | VSP  | VVR  |
| ----------------- | ---- | ---- | ---- | ---- | ---- | ---- | ---- | ---- | ---- | ---- | ---- | ---- | ---- | ---- | ---- | ---- |
| Bardolino         | –––– | 1-4  | 1-0  | 0-2  | 0-0  | 2-2  | 1-2  | 1-1  | 1-2  | 0-2  | 4-1  | 2-1  | 4-1  | 0-0  | 1-0  | 1-2  |
| Belfiorese        | 3-0  | –––– | 2-2  | 3-3  | 1-1  | 0-2  | 1-1  | 1-3  | 1-2  | 3-1  | 2-1  | 3-0  | 2-1  | 2-0  | 2-1  | 0-0  |
| Caldiero Terme    | 1-2  | 0-1  | –––– | 3-0  | 3-1  | 2-0  | 2-2  | 0-2  | 2-1  | 2-2  | 1-0  | 1-1  | 3-0  | 0-0  | 5-1  | 1-1  |
| Cartigliano       | 1-1  | 0-0  | 3-2  | –––– | 1-2  | 2-0  | 2-1  | 1-1  | 3-2  | 3-2  | 1-0  | 1-1  | 2-0  | 1-1  | 1-0  | 2-1  |
| Marosticense      | 2-1  | 0-0  | 1-4  | 4-2  | –––– | 1-2  | 0-1  | 2-0  | 1-1  | 1-0  | 1-1  | 0-1  | 1-2  | 0-0  | 0-3  | 2-1  |
| Montecchio M.     | 1-0  | 1-1  | 0-1  | 0-2  | 2-0  | –––– | 1-1  | 2-1  | 3-1  | 4-3  | 2-2  | 5-1  | 2-1  | 5-2  | 0-0  | 4-4  |
| Pozzonovo         | 0-0  | 0-0  | 2-0  | 0-0  | 4-1  | 0-0  | –––– | 0-0  | 2-0  | 1-1  | 5-1  | 0-0  | 1-1  | 1-2  | 3-1  | 2-3  |
| Provese           | 1-0  | 0-0  | 1-2  | 0-0  | 1-1  | 0-2  | 1-2  | –––– | 1-0  | 3-0  | 2-0  | 1-1  | 2-0  | 2-2  | 2-1  | 2-0  |
| S.Martino Speme   | 4-2  | 1-3  | 2-2  | 0-1  | 1-0  | 1-1  | 2-2  | 1-2  | –––– | 3-1  | 1-0  | 1-0  | 0-0  | 1-2  | 1-1  | 1-3  |
| Sona              | 3-3  | 0-3  | 0-2  | 1-0  | 4-2  | 1-2  | 2-0  | 1-0  | 1-2  | –––– | 1-2  | 1-1  | 3-2  | 1-1  | 1-3  | 0-0  |
| Team S.Lucia G.   | 0-2  | 0-1  | 2-1  | 0-1  | 2-2  | 1-1  | 3-0  | 3-3  | 1-1  | 3-0  | –––– | 1-3  | 1-3  | 2-1  | 1-0  | 0-2  |
| ValdagnoVicenza   | 3-3  | 1-2  | 0-2  | 1-1  | 2-0  | 0-1  | 0-2  | 2-1  | 0-2  | 1-1  | 3-0  | –––– | 0-3  | 0-2  | 0-1  | 1-3  |
| Valgatara         | 2-1  | 1-1  | 2-2  | 2-3  | 0-1  | 3-2  | 2-2  | 1-1  | 1-1  | 0-1  | 2-1  | 2-0  | –––– | 0-4  | 1-2  | 0-0  |
| Vigasio           | 1-1  | 3-0  | 1-3  | 1-2  | 3-2  | 1-3  | 2-2  | 0-0  | 1-3  | 1-3  | 3-3  | 1-0  | 1-6  | –––– | 2-0  | 1-2  |
| Vigontina S.Paolo | 1-0  | 0-0  | 1-1  | 1-4  | 1-1  | 1-0  | 1-1  | 1-1  | 2-0  | 2-0  | 1-2  | 1-1  | 1-1  | 3-3  | –––– | 0-1  |
| Villafranca Ver.  | 2-2  | 1-0  | 2-0  | 0-1  | 0-0  | 2-1  | 0-1  | 1-2  | 3-0  | 3-0  | 1-1  | 1-2  | 1-1  | 3-1  | 1-0  | –––– |

### Play-off

#### 1º turno
|                     | Risultati |                | Luogo e data                         |
| ------------------- | --------- | -------------- | ------------------------------------ |
| Montecchio Maggiore | 0 - 1     | Caldiero Terme | Montecchio Maggiore, 6 maggio 2018   |
| Villafranca         | 2 - 1     | Belfiorese     | Villafranca di Verona, 6 maggio 2018 |
|                     |           |                |                                      |

#### Finale
| Villafranca di Verona 16 maggio 2018, ore 16:30 | Villafranca | 2 – 0 | Caldiero Terme | Stadio Comunale |

## Play-out
| Squadra 1             | Totale | Squadra 2    | Andata | Ritorno |
| --------------------- | ------ | ------------ | ------ | ------- |
| Bardolino             | 3 - 4  | Sona         | 1 - 0  | 2 - 4   |
| Team S.Lucia Golosine | 3 - 0  | Marosticense | 1 - 0  | 2 -0    |

### Verdetti finali
- Cartigliano promosso in Serie D 2018-2019
- Villafranca Veronese ai play-off nazionali
- ValdagnoVicenza, Bardolino e Marosticense retrocesse in Promozione Veneto 2018-2019

## Girone B

### Squadre partecipanti
| Club                               | Città                        | Stadio                  | Stagione 2016-2017  |
| ---------------------------------- | ---------------------------- | ----------------------- | ------------------- |
| U.S.D. Borgoricco                  | Borgoricco (PD)              |                         | 9º in Eccellenza/B  |
| A.S.D. Cornuda Crocetta 1920       | Cornuda (TV)                 |                         | 14º in Eccellenza/B |
| A.S.D. Giorgione Calcio 2000       | Castelfranco Veneto (TV)     |                         | 12º in Eccellenza/B |
| Calcio Istrana 1964 A.S.D.         | Istrana (TV)                 |                         | 5º in Eccellenza/B  |
| A.S.D. Liapiave                    | San Polo di Piave (TV)       |                         | 8º in Eccellenza/B  |
| S.S.D. a r.l. F.C. Nervesa         | Nervesa della Battaglia (TV) |                         | 4º in Eccellenza/B  |
| A.D.Calcio Eclisse CareniPievigina | Pieve di Soligo (TV)         |                         | 18º in Serie D/C    |
| Piovese S.S.D.                     | Piove di Sacco (PD)          | Stadio Comunale Vallini | 6º in Eccellenza/A  |
| A.S.D. Porto Viro                  | Porto Viro (RO)              |                         | 1º in Promozione/C  |
| G.S.D. Real Martellago             | Martellago (VE)              |                         | 6º in Eccellenza/B  |
| A.C. Sandonà 1922                  | San Donà di Piave (VE)       |                         | 3º in Eccellenza/B  |
| A.S.D. Calcio Saonara Villatora    | Saonara (PD)                 |                         | 11º in Eccellenza/B |
| A.S.D. Union Q.D.P.                | Moriago della Battaglia (TV) |                         | 10º in Eccellenza/B |
| F.C. Union Pro                     | Mogliano Veneto (TV)         |                         | 7º in Eccellenza/B  |
| A.C. Union San Giorgio Sedico      | Sedico (BL)                  |                         | 2º in Eccellenza/B  |
| A.S.D. Vittorio Falmec S.M. Colle  | Vittorio Veneto (TV)         |                         | 1º in Promozione/D  |

### Classifica
|  | Pos. | Squadra                | Pt | G  | V  | N  | P  | GF | GS | DR  |
|  | ---- | ---------------------- | -- | -- | -- | -- | -- | -- | -- | --- |
|  | 1.   | Sandonà 1922           | 55 | 30 | 16 | 7  | 7  | 59 | 30 | +29 |
|  | 2.   | Liapiave               | 54 | 30 | 15 | 9  | 6  | 49 | 25 | +24 |
|  | 3.   | Istrana                | 51 | 30 | 14 | 9  | 7  | 38 | 28 | +10 |
|  | 4.   | Union S.Giorgio Sedico | 48 | 30 | 13 | 9  | 8  | 44 | 36 | +8  |
|  | 5.   | Pievigina              | 45 | 30 | 12 | 9  | 9  | 48 | 42 | +6  |
|  | 5.   | Union Pro              | 45 | 30 | 11 | 12 | 7  | 57 | 45 | +12 |
|  | 5.   | Piovese                | 45 | 30 | 13 | 6  | 11 | 44 | 41 | +3  |
|  | 8.   | Union Q.D.P.           | 44 | 30 | 11 | 11 | 8  | 43 | 43 | 0   |
|  | 9.   | Real Martellago        | 42 | 30 | 11 | 9  | 10 | 43 | 46 | -3  |
|  | 10.  | Vittorio SMC           | 40 | 30 | 11 | 7  | 12 | 35 | 36 | -1  |
|  | 11.  | Giorgione              | 39 | 30 | 11 | 6  | 13 | 33 | 40 | -7  |
|  | 12.  | Borgoricco             | 38 | 30 | 9  | 11 | 10 | 41 | 36 | +5  |
|  | 13.  | Nervesa                | 37 | 30 | 9  | 10 | 11 | 35 | 42 | -7  |
|  | 14.  | Porto Viro             | 30 | 30 | 8  | 6  | 16 | 26 | 43 | -17 |
|  | 15.  | Saonara Villatora      | 24 | 30 | 4  | 12 | 14 | 17 | 34 | -17 |
|  | 16.  | Cornuda Crocetta       | 13 | 30 | 2  | 7  | 21 | 17 | 62 | -45 |

Legenda:
      Promossa in Serie D.
      Ammessa ai play-off nazionali.
 Ai play-off o ai play-out.

      Retrocessa in Promozione.
Note:
Tre punti a vittoria, uno a pareggio, zero a sconfitta.
In caso di arrivo di due o più squadre a pari punti, la graduatoria verrà stilata secondo la classifica avulsa tra le squadre interessate che prevede, in ordine, i seguenti criteri:
- Punti negli scontri diretti.
- Differenza reti negli scontri diretti.
- Differenza reti generale.
- Reti realizzate in generale.
- Sorteggio.

### Risultati

#### Tabellone
Aggiornato al 22 aprile 2018
Ogni riga indica i risultati casalinghi della squadra segnata a inizio della riga, contro le squadre segnate colonna per colonna (che invece avranno giocato l'incontro in trasferta). Al contrario, leggendo la colonna di una squadra si avranno i risultati ottenuti dalla stessa in trasferta, contro le squadre segnate in ogni riga, che invece avranno giocato l'incontro in casa.
|               | BOR  | IST  | SAO  | COR  | GIO  | LIA  | NER  | PIE  | PIO  | POR  | REA  | SAN  | QDP  | PRO  | SGS  | VIT  |
| ------------- | ---- | ---- | ---- | ---- | ---- | ---- | ---- | ---- | ---- | ---- | ---- | ---- | ---- | ---- | ---- | ---- |
| Borgoricco    | –––– | 1-3  | 0-0  | 2-0  | 0-1  | 3-0  | 2-0  | 2-2  | 4-5  | 0-0  | 1-1  | 1-1  | 1-0  | 2-2  | 1-0  | 2-3  |
| Istrana       | 1-0  | –––– | 1-0  | 2-1  | 0-0  | 0-1  | 0-1  | 2-1  | 2-3  | 3-1  | 2-1  | 1-3  | 0-0  | 1-1  | 1-1  | 0-2  |
| Saonara V.    | 1-3  | 1-0  | –––– | 0-0  | 2-1  | 1-2  | 1-2  | 0-3  | 1-0  | 0-1  | 1-1  | 0-2  | 2-2  | 0-0  | 0-1  | 0-0  |
| Cornuda C.    | 0-0  | 0-1  | 0-0  | –––– | 1-2  | 0-0  | 0-1  | 1-0  | 0-0  | 1-2  | 1-2  | 0-1  | 0-1  | 2-2  | 0-4  | 0-2  |
| Giorgione     | 2-1  | 0-1  | 1-1  | 0-1  | –––– | 0-2  | 1-3  | 4-2  | 1-0  | 0-0  | 1-4  | 2-1  | 0-2  | 2-3  | 0-2  | 1-0  |
| Liapiave      | 2-0  | 1-1  | 1-0  | 5-1  | 2-2  | –––– | 0-1  | 1-1  | 2-0  | 2-0  | 3-1  | 2-0  | 1-1  | 1-1  | 1-0  | 0-1  |
| Nervesa       | 0-4  | 1-1  | 0-0  | 4-0  | 1-1  | 2-2  | –––– | 0-0  | 3-2  | 0-1  | 1-1  | 2-4  | 1-2  | 1-2  | 3-0  | 2-1  |
| E.C.Pievigina | 1-1  | 0-1  | 4-2  | 1-0  | 1-0  | 4-1  | 4-1  | –––– | 3-1  | 0-2  | 1-1  | 3-1  | 2-1  | 2-1  | 2-1  | 1-1  |
| Piovese       | 2-1  | 3-3  | 1-0  | 4-1  | 1-3  | 2-1  | 0-0  | 0-0  | –––– | 4-0  | 2-1  | 0-3  | 1-2  | 2-1  | 3-1  | 0-0  |
| Porto Viro    | 2-1  | 1-2  | 2-0  | 1-0  | 0-1  | 0-4  | 0-0  | 0-1  | 0-2  | –––– | 1-2  | 2-2  | 1-2  | 1-1  | 0-0  | 2-3  |
| R.Martellago  | 1-1  | 1-3  | 3-2  | 2-2  | 2-1  | 0-4  | 2-2  | 1-0  | 0-0  | 1-0  | –––– | 1-0  | 3-2  | 4-2  | 1-3  | 0-0  |
| Sandonà 1922  | 0-2  | 1-0  | 2-0  | 7-0  | 2-3  | 2-0  | 3-0  | 4-1  | 2-0  | 3-0  | 2-1  | –––– | 1-1  | 1-1  | 1-1  | 0-1  |
| Union Q.D.P.  | 0-0  | 0-2  | 0-0  | 6-2  | 2-0  | 0-0  | 2-2  | 3-2  | 0-2  | 3-2  | 0-3  | 1-5  | –––– | 0-3  | 1-1  | 1-1  |
| Union Pro     | 2-3  | 1-3  | 0-0  | 4-1  | 2-2  | 0-0  | 3-0  | 6-3  | 2-0  | 4-3  | 2-1  | 1-1  | 2-3  | –––– | 3-2  | 0-1  |
| S.G. Sedico   | 0-1  | 1-1  | 0-0  | 3-0  | 1-0  | 0-5  | 2-1  | 2-2  | 3-2  | 1-0  | 3-0  | 2-2  | 3-2  | 1-1  | –––– | 4-2  |
| Vittorio SMC  | 3-1  | 0-0  | 1-2  | 3-2  | 0-1  | 1-3  | 1-0  | 1-1  | 1-2  | 0-1  | 3-1  | 1-2  | 0-2  | 2-4  | 0-1  | –––– |

### Play-off

#### 1º turno
| Squadra 1 | Risultato | Squadra 2                |
| --------- | --------- | ------------------------ |
| Istrana   | 3 - 2     | Union San Giorgio Sedico |

|         | Risultato |                        | Luogo e data            |
| ------- | --------- | ---------------------- | ----------------------- |
| Istrana | 3 - 2     | Union S.Giorgio Sedico | Istrana, 13 maggio 2018 |
|         |           |                        |                         |

#### Finale
| Squadra 1 | Risultato | Squadra 2 |
| --------- | --------- | --------- |
| Liapiave  | 0 - 1     | Istrana   |

| San Polo di Piave 13 maggio 2018 | Liapiave | 0 – 1 | Istrana |  |

### Play-out
I play-out non si disputano per il distacco di sette punti tra il Nervesa e il Porto Viro; pertanto quest'ultima retrocede insieme a Saonara Villatora e Cornuda Crocetta in Promozione.

### Verdetti finali
- Sandonà 1922 promosso in Serie D 2018-2019
- Istrana ai play-off nazionali
- Porto Viro, Saonara Villatora, Cornuda Crocetta retrocesse in Promozione Veneto 2018-2019